# 资圣教寺
资圣教寺位于中华人民共和国山西省晋中市榆次区什贴镇北要店村北部。2003年公布为第一批晋中市文物保护单位。
根据《重修资圣教寺记碑》记载，该寺于宋天禧三年（1019）、元至正十五年（1355）修葺，明永乐年间扩建。中轴线上仅存正殿，建筑面积124平方米。平面布局及石柱为元代遗物，主体木构架及殿内塑像为明代，形制古朴。2002年扩建，并将瓦顶换为黄色琉璃瓦。